# Mid and East Antrim
Mid and East Antrim är ett distrikt i Nordirland i Storbritannien. Huvudort är Ballymena. Distriktet bildades 2015 i samband med en distriktsreform genom en sammanslagning av distrikten Ballymena, Carrickfergus och Larne.